# Allan Westerman
Allan Johannes Westerman, född 24 juli 1934 i Estland, är en svensk arkitekt.

## Biografi

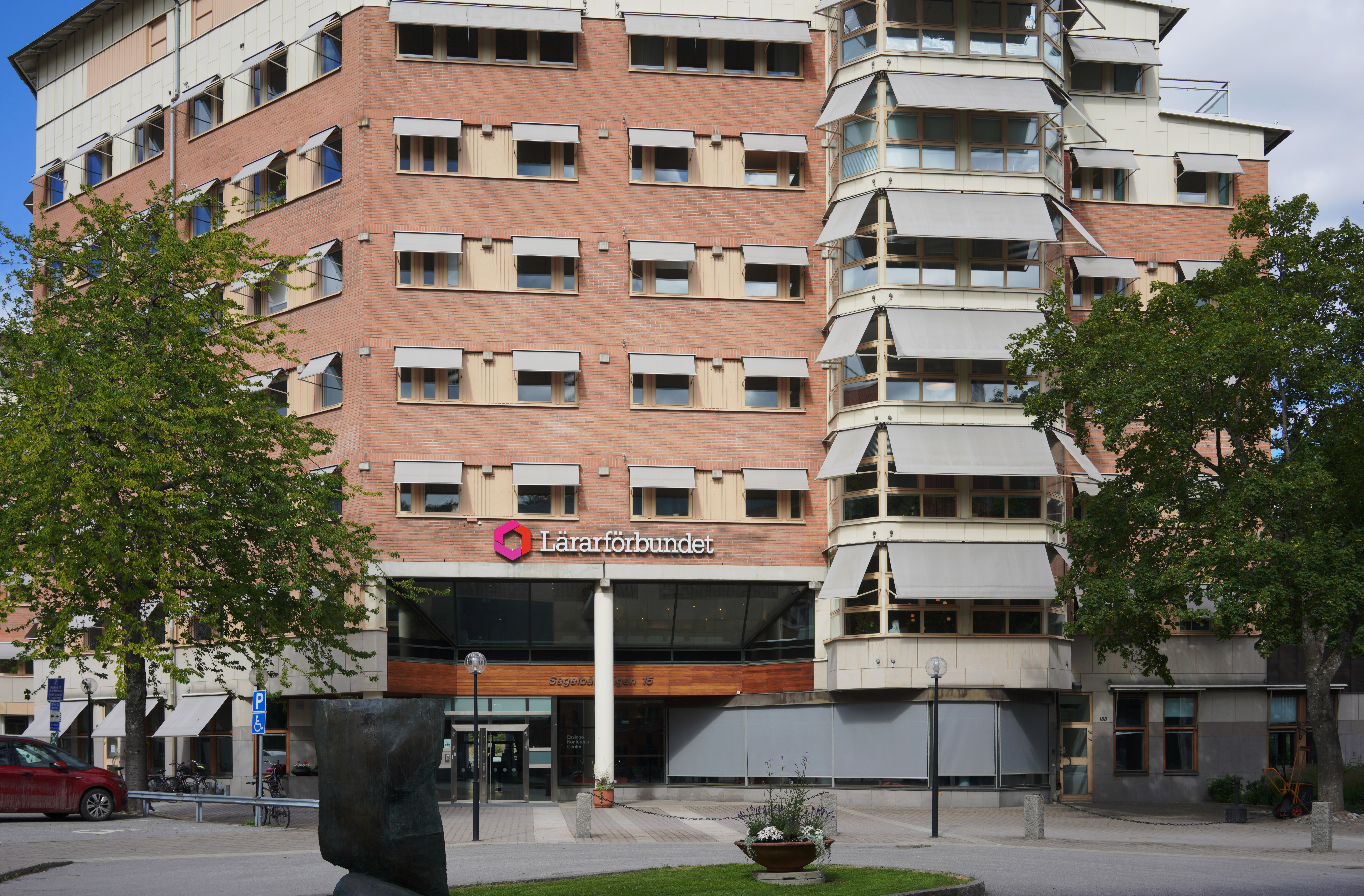
Lärarnas hus.

Westerman utexaminerades från Kungliga Tekniska högskolan 1961. Han var anställd på Hans Borgströms  och Bengt Lindroos arkitektkontor 1961–1969 och hos Project-Coordinator AB från 1969. Han var assistent vid Kungliga Tekniska högskolan 1961–1965 och 1967–1971 samt biträdande lärare från 1972. Han har hållit utställningar, bland annat Svenskt stadsbyggande, och var redaktör för tidskriften Arkitektur 1971–1974. Han har författat skrifter och artiklar i arkitektur och stadsbyggnad. Han ingick 1961 äktenskap med arkitekt Ann Lindegren, dotter till arkitekt Sten Lindegren.
Han står bland annat bakom Lärarnas hus i kvarteret Ångtvätten på Stora Essingen.